# East Maupin
East Maupin az Amerikai Egyesült Államok északnyugati részén, Oregon állam Wasco megyéjében elhelyezkedő önkormányzat nélküli település.